# Tân Sơn, Đô Lương
Tân Sơn là một xã thuộc huyện Đô Lương, tỉnh Nghệ An, Việt Nam.
Xã Tân Sơn có diện tích 6,12 km², dân số năm 1999 là 5667 người, mật độ dân số đạt 926 người/km².
Cùng với xã Trung Sơn ở Đô Lương, trên địa bàn xã Tân Sơn có di tích đền Khai Long rất linh thiêng. Đền Khai Long sứ quân là di tích thờ sứ quân Ngô Xương Xí, một vị thủ lĩnh thời 12 sứ quân đã có công chiêu dân lập ấp và chiếm đóng một vùng rộng lớn từ Ái Châu tới Hoan Châu phía nam Tĩnh Hải quân thế kỷ X. Đền Khai Long sứ quân ở Tân Sơn đã được xếp hạng di tích quốc gia.